# Bảng chữ cái Jawi
Bảng chữ cái Jawi (chữ Jawi: جاوي, đọc là Gia-vi) là một hệ chữ viết Ả Rập dùng để để viết tiếng Mã Lai, tiếng Aceh, tiếng Banjar, tiếng Minangkabau, tiếng Tausug và một số ngôn ngữ khác ở Đông Nam Á.
Jawi là một trong hai bảng chữ cái chính thức tại Brunei và được sử dụng làm hệ chữ viết thay thế ở Malaysia và các khu vực do người Malay thống trị ở Indonesia. Nó từng là chữ viết chuẩn cho tiếng Mã Lai nhờ sự lan truyền của Hồi giáo, nhưng sau đó do ảnh hưởng bởi sự đô hộ của Đế quốc Anh, chữ Latinh (được gọi là Rumi) đã được sử dụng phổ biến hơn. Trong hầu hết các lĩnh vực, Jawi đã được được sử dụng cho mục đích tôn giáo, văn hóa và hành chính.
Jawi là chữ viết chính thức cho các ngôn ngữ tại Indonesia, Malaysia, Brunei, Miền Nam Thái Lan, Miền Nam Philippines (Mindanao).

## Từ nguyên
Theo từ nguyên Kamus Dewan, "Jawi" (جاوي) là một thuật ngữ đồng nghĩa với 'Malay'. Thuật ngữ này đã được sử dụng thay thế cho 'Malay' trong các thuật ngữ khác bao gồm Bahasa Jawi hay Bahasa Yawi (Mã Lai Kelantan-Pattani, a Phương ngữ Mã Lai sử dụng tại Miền Nam Thái Lan), Masuk Jawi (literally "to become Malay", referring to the practice of circumcision to symbolise the coming of age), and Jawi pekan or Jawi Peranakan (literally 'Malay of the town' or 'Malay born of', referring to the Malay-speaking Muslims of mixed Malay and Indian ancestry). With verb-building circumfixes men-...-kan, menjawikan (literally 'to make something Malay'), also refers to the act of translating a foreign text into Malay language. The word Tulisan Jawi that means "Jawi script" is another derivative that carries the meaning 'Malay script'.

## Bảng chữ cái Jawi ngày nay

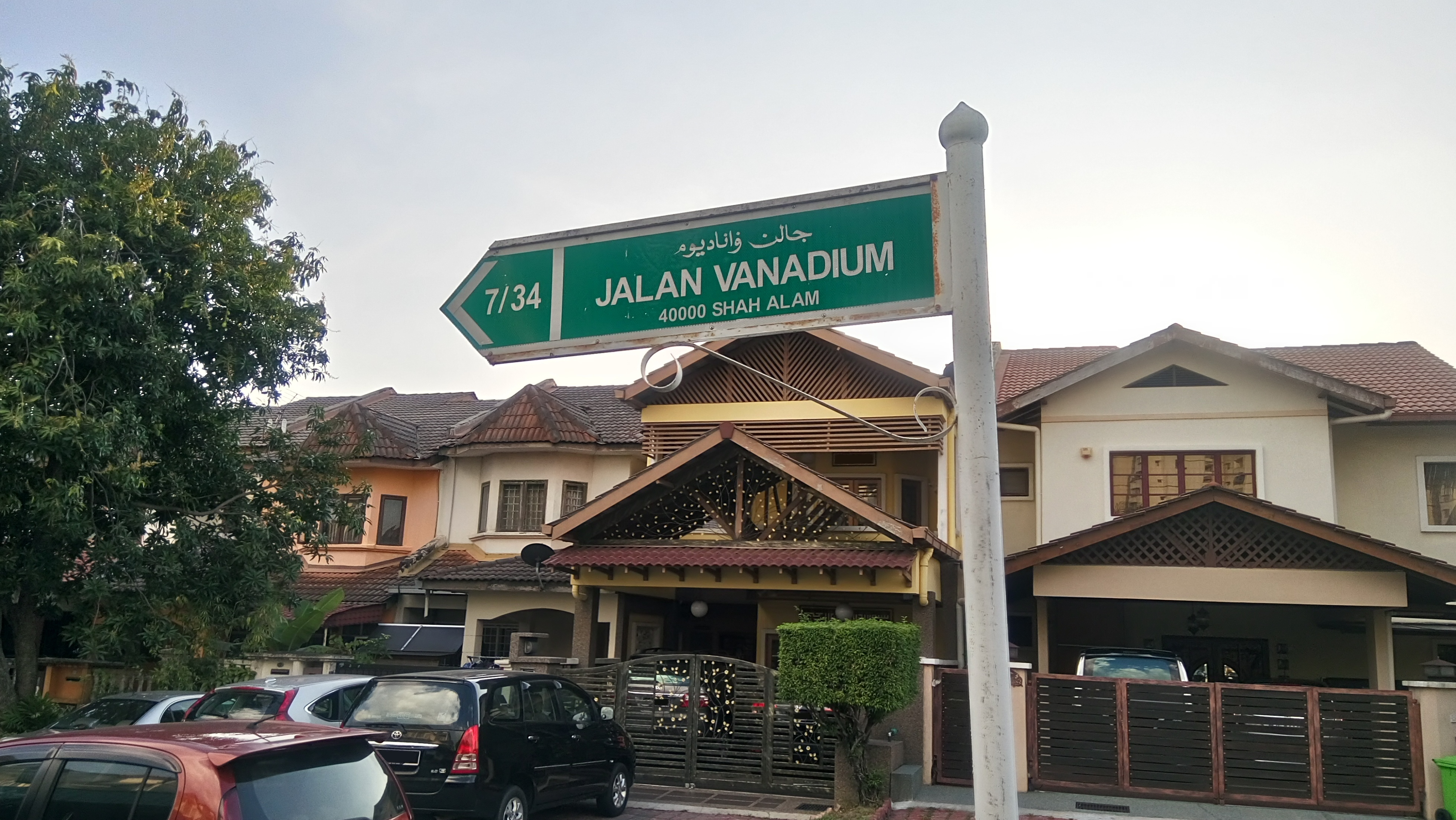
Biển hiệu đường phố chữ Jawi Shah Alam, Malaysia mang chữ viết Roman.
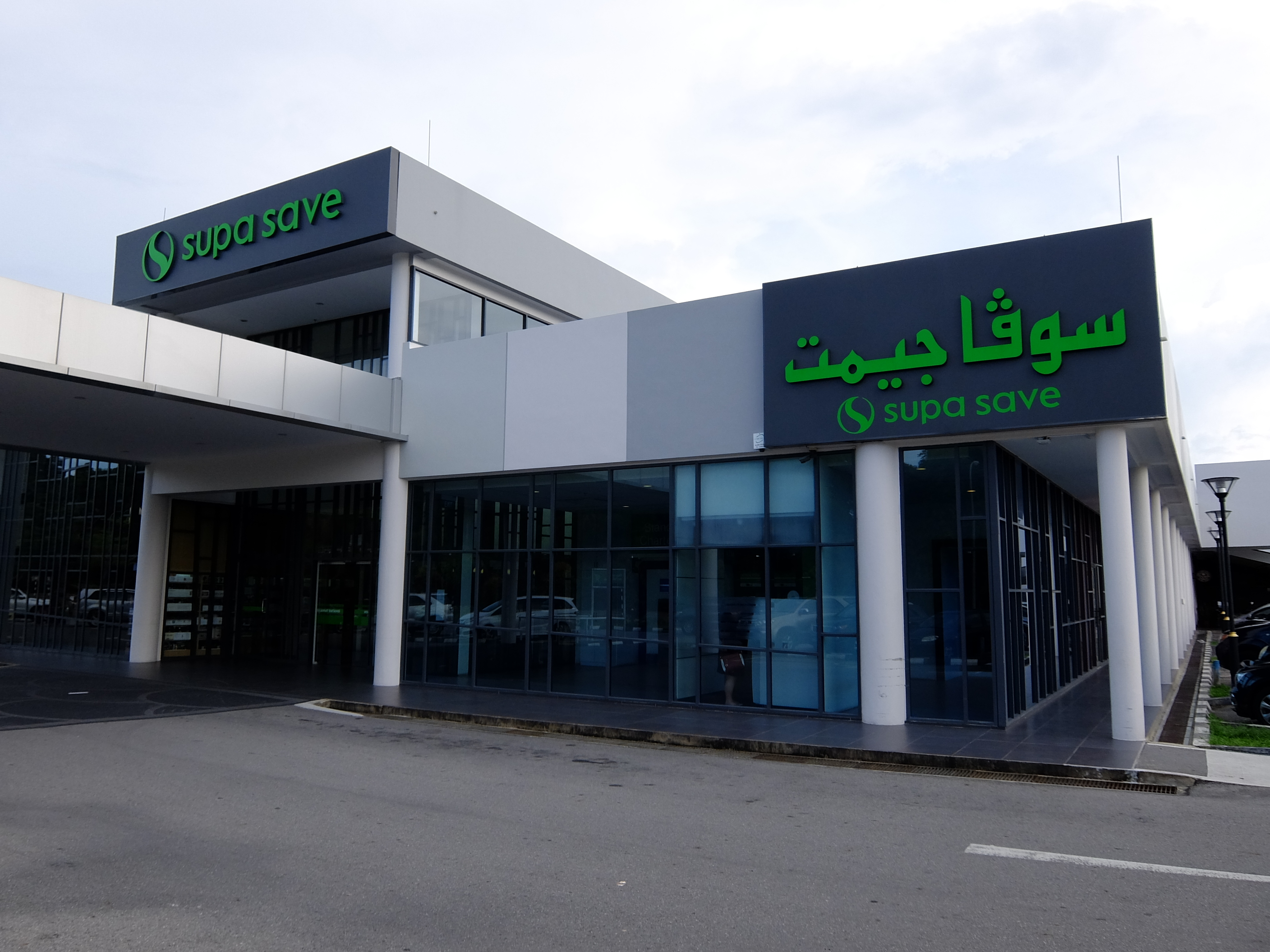
A supermarket in Brunei with Jawi and latin script.]
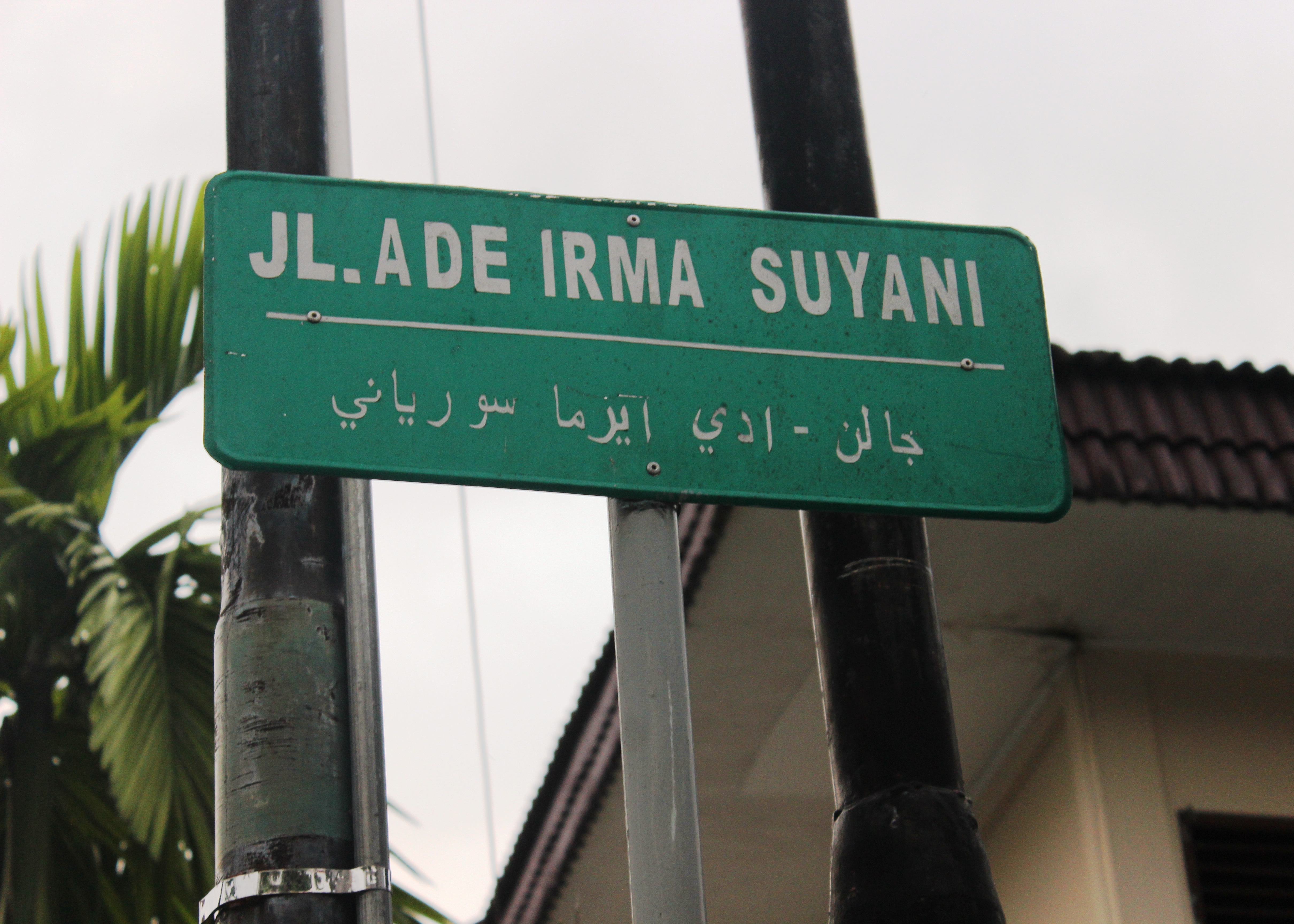
Street name signs in Pekanbaru, Riau used both Jawi and Rumi script.

Văn hóa ở các bang Terengganu, Kelantan, Kedah, Perlis, Penang và Johor. Nhiều nỗ lực đã được thực hiện để hồi sinh kịch bản Jawi ở Malaysia, Brunei và một số tại Singapore do vai trò của nó trong các lĩnh Malay. Các kịch bản chữ viết Jawi cũng được nhìn thấy ở phía sau của tiền giấy ringgit Malaysia và tiền đô la Brunei. Người Mã Lai ở Patani Miền Nam Thái Lan vẫn sử dụng Jawi ngày nay vì những lý do tương tự.

## Ví dụ
Akin theo kịch bản tiếng Ả Rập, Jawi được viết từ phải sang trái. Dưới đây là một ví dụ về kịch bản Jawi được trích từ câu thơ thứ nhất và thứ hai của Ghazal đáng chú ý cho Rabiah; Lời nói đầu tiên (Tiếng Việt: Bài Ghazal cho Rabiah).

| Chữ viết Jawi | Latinh hóa Jawi | Tạm dịch Tiếng Việt |
| --- | --- | --- |
| کيلاون اينتن برکليڤ-کليڤ دلاڠيت تيڠݢي⹁ دان چهاي مناري-ناري دلاڠيت بيرو⹁ تيدقله داڤت مننڠکن ڤراساءنکو⹁ يڠ ريندوکن کحاضيرن کاسيه. ݢمرسيق ايراما مردو بولوه ڤريندو⹁ دان ڽاڽين ڤاري٢ دري کايڠن⹁ تيدقله داڤت تنترمکن سانوباري⹁ يڠ مندمباکن کڤستين کاسيهمو.‎ | Kilauan intan berkelip-kelip di langit tinggi, Dan cahaya menari-nari di langit biru, Tidaklah dapat menenangkan perasaanku, Yang rindukan kehadiran kasih. Gemersik irama merdu buluh perindu, Dan nyanyian pari-pari dari kayangan, Tidaklah dapat tenteramkan sanubari, Yang mendambakan kepastian kasihmu. | Những viên đá quý lấp lánh lấp lánh trên bầu trời trên cao, Và cực quang bùng cháy một vở ba-lê trên bầu trời xanh, Không ai có thể xoa dịu trái tim tôi, Đó là cây thông cho sự hiện diện của người yêu dấu. Nhịp điệu du dương của những cây tre khao khát, Và bản ballad của các nữ thần từ eden, Không ai có thể làm dịu tâm hồn, Điều đó khao khát từ danh dự của bạn. |